# Pernes-les-Fontaines
Pernes-les-Fontaines – miejscowość i gmina we Francji, w regionie Prowansja-Alpy-Lazurowe Wybrzeże, w departamencie Vaucluse.
Według danych na rok 1990 gminę zamieszkiwały 8304 osoby, a gęstość zaludnienia wynosiła 162 osoby/km² (wśród 963 gmin regionu Prowansja-Alpy-W. Lazurowe Pernes-les-Fontaines plasuje się na 80. miejscu pod względem liczby ludności, natomiast pod względem powierzchni na miejscu 143.).

## Populacja

Populacja Pernes-les-Fontaines w latach 1962-2008